# Петухово (Курганская область)
Петухо́во — город в России, административный центр Петуховского района Курганской области.
В рамках административно-территориального устройства является городом районного подчинения. В рамках муниципального устройства образовывал муниципальное образование город Петухово со статусом городского поселения как единственный населённый пункт в его составе.. Законом Курганской области от 12 мая 2021 года № 49 к 24 мая 2021 года городское поселение упразднено в связи с преобразованием муниципального района в муниципальный округ.
Население — 8502 чел. (2021).

## История
- В 1779 году было основано село Юдино. Основал поселение Павел Фёдорович Юдин, сосланный из Ярославской губернии на вечное поселение в Сибирь.
- В 1892 году при строительстве Транссибирской железнодорожной магистрали была создана станция Петухово;
- В 1896 году к станции прошёл первый поезд;
- Сорок шесть семей из Полтавской губернии поселились вдоль железной дороги с южной стороны, назвав свою улицу Вознесенской. Вторая группа, в количестве сорока двух семей, поселилась по другую сторону линии, рядом с земляками и назвала свою улицу Порт-Артур.
- В 1899 году Ишимское уездное переселенческое управление своим решением установило Юдинское и Вознесенское общества объединить и впредь называть Юдино-Вознесенским обществом Петуховской волости Ишимского уезда Тобольской губернии.
- Решением Президиума Уралоблисполкома от 15 сентября 1926 года с. Юдино и дер. Вознесенка слиты. Юдино-Вознесенский сельсовет переименован в Юдинский.
- 2 октября 1942 года присвоен статус рабочего посёлка;
- 16 марта 1944 года посёлку был присвоен статус города, с переименованием его в Петухово.

Распоряжением Правительства РФ от 29 июля 2014 года № 1398-р «Об утверждении перечня моногородов» городское поселение город Петухово включено в категорию «Монопрофильные муниципальные образования Российской Федерации (моногорода), в которых имеются риски ухудшения социально-экономического положения».

## Население
| 1939    | 1959    | 1970    | 1979    | 1989    | 1996    | 1998    | 2000    |
| ------- | ------- | ------- | ------- | ------- | ------- | ------- | ------- |
| 9332    | ↗12 997 | ↘12 125 | ↘11 842 | ↗14 584 | ↗15 100 | ↘15 000 | ↘14 800 |
| 2001    | 2002    | 2005    | 2006    | 2007    | 2008    | 2009    | 2010    |
| ↘14 700 | ↘12 661 | ↘12 100 | ↘11 900 | ↘11 700 | ↘11 400 | ↘11 360 | ↘11 292 |
| 2011    | 2012    | 2013    | 2014    | 2015    | 2016    | 2017    | 2018    |
| ↘11 290 | ↘11 124 | ↘10 902 | ↘10 628 | ↘10 537 | ↘10 372 | ↘10 304 | ↘10 175 |
| 2019    | 2020    | 2021    |         |         |         |         |         |
| ↘10 014 | ↗10 041 | ↘8502   |         |         |         |         |         |

На 1 января 2025 года по численности населения город находился на 975-м месте из 1124 городов Российской Федерации.

## Промышленность
- Петуховский литейно-механический завод (закрыт)
- Предприятие «Макош»

## СМИ
Общественно-политическая газета Петуховского района — газета «Заря».

## Известные уроженцы и жители
- Деньгин, Вадим Николаевич (1938—2015) — советский и российский конструктор, участник разработки стратегических морских комплексов с ракетами, академик Российской академии космонавтики им. К. Э. Циолковского (1999).
- Щербинин, Виталий Евгеньевич (1938—2022) — российский учёный-физик, член-корреспондент Академии наук СССР и РАН, бывший директор Института физики металлов УрО РАН.
- Яковлев, Вениамин Фёдорович (1932—2018) — советский и российский юрист, министр юстиции СССР (1989—1990), член-корреспондент РАН (2003).
- Богомолов, Олег Алексеевич — губернатор Курганской области.

## Город в литературе и искусстве
Истории города посвящено стихотворение «Легенда о Петухово» поэта Павла Великжанина, который долгое время прожил в этих местах.